# Angaribia flavicauda
Angaribia flavicauda är en kräftdjursart som beskrevs av Stefano Taiti och Franco Ferrara 1987. Angaribia flavicauda ingår i släktet Angaribia och familjen Eubelidae. Inga underarter finns listade i Catalogue of Life.